# Scott Brady
Pour les articles homonymes, voir Brady.
Scott Brady est un acteur américain né le 13 septembre 1924 à Brooklyn, New York (États-Unis) et mort le 16 avril 1985 à Los Angeles (Californie).

## Biographie
Né à Brooklyn d'un père policier et irlando-américain, Gerard Kenneth Tierney grandit dans la banlieue new-yorkaise du comté de Westchester (État de New York).
Très sportif pendant sa jeunesse, il rêve de devenir entraîneur de football ou annonceur radio quand, avant la fin de ses études, il est enrôlé et sert, pendant la Seconde Guerre mondiale, dans la United States Navy à bord du transporteur d'hydravions USS Norton Sound comme mécanicien d'aviation.
À la fin de la guerre, il se retourne à Los Angeles, avec son frère aîné Lawrence Tierney, qui fait ses premiers pas comme acteur, alors que Scott multiplie les petits boulots, dont chauffeur de taxi et plombier, avant de participer au programme mis en place par le G.I. Bill pour entreprendre des études d'art dramatique à l'école de théâtre Bliss-Hayden.
En 1948, il adopte le nom de scène Scott Brady et obtient successivement ses trois premiers rôles dans un western (Pénitencier du Colorado), un film de boxe (In This Corner) et un film noir (Il marchait dans la nuit) : il y joue à chaque les jeunes durs, parfois au cœur pur, aidé en cela par son physique athlétique et sa grande taille (1,88 m). Il apparaît ensuite dans divers rôles, dont celui de jeune premier pour la comédie romantique Agence Cupidon (The Model and the Marriage Broker) de George Cukor en 1951, mais conserve une prédilection marquée pour les rôles de cow-boy, par exemple le Dancin' Kid dans Johnny Guitare (Johnny Guitar, 1954), Billy the Kid dans The Law vs. Billy the Kid (en), 1954) et le premier rôle du sergent Matt Blake dans Ambush at Cimarron Pass (1958), où le second rôle est tenu par Clint Eastwood.
À la télévision, de 1959 à 1961, il incarne le rôle titre du détective privé dans Shotgun Slade (en), une série télévisée alliant western et intrigue policière.
En 1963, la Commission des courses hippiques de New York lui interdit de jouer à ce sport après avoir fait la preuve de son association avec des bookmakers Il apparaît ensuite dans des seconds rôles, parfois importants, au cinéma comme à la télévision.
À partir de 1981, il souffre de fibrose pulmonaire. Son dernier rôle est celui du shérif Frank dans le film d'horreur Gremlins réalisé par Joe Dante en 1984. Scott Brady meurt l'année suivante à l'âge de 60 ans.

## Filmographie
- 1948 : The Counterfeiters (en) de Peter Stewart (Sam Newfield)
- 1948 : Pénitencier du Colorado (Canon City), de Crane Wilbur : Jim Sherbondy
- 1948 : In This Corner de Charles Reisner : Jimmy Weston
- 1948 : Il marchait dans la nuit (He Walked by Night) d'Alfred L. Werker et Anthony Mann : Sgt. Marty Brennan
- 1949 : La Belle Aventurière (The Gal Who Took the West) de Frederick de Cordova : Lee O'Hara
- 1949 : La Brigade des stupéfiants (Port of New York), de László Benedek : Michael 'Mickey' Waters
- 1949 : Une balle dans le dos (Undertow) de William Castle : Tony Reagan
- 1950 : J'étais une voleuse (I was a shoplifter) de Charles Lamont : Jeff Andrews
- 1950 : Les flics ne pleurent pas (Undercover Girl) de Joseph Pevney : Lt. Michael Trent
- 1950 : Kansas en feu (Kansas Raiders) de Ray Enright : Bill Anderson
- 1951 : Agence Cupidon (The Model and the Marriage Broker) de   George Cukor : Matt Hornbeck
- 1952 : Les Boucaniers de la Jamaïque (Yankee Buccaneer) de Frederick de Cordova : Lt. David Farragut
- 1952 : Les Rois du rodéo (Bronco Buster) de Budd Boetticher : Bart Eaton
- 1952 : Passage interdit (Untamed Frontier) d'  Hugo Fregonese : Glenn Denbow
- 1952 : La Femme aux revolvers (Montana Belle) d'Allan Dwan : Bob Dalton
- 1952 : Gosses des bas-fonds (Bloodhounds of Broadway) d'Harmon Jones : Robert 'Numbers' Foster
- 1953 : A Perilous Journey (en) de R. G. Springsteen : Shard Benton
- 1953 : El Alaméin (en) de Fred F. Sears : Banning
- 1953 : Three Steps to the Gallows (en) de John Gilling : Gregor Stevens
- 1954 : Johnny Guitare (Johnny Guitar) de Nicholas Ray : Dancin' Kid
- 1954 : Billy the Kid contre la loi (en) (The Law vs. Billy the Kid) de William Castle : William 'Billy the Kid' Bonney
- 1954 : Esclaves pour Rio (de) (Mannequins für Rio) de Kurt Neumann : Richard Lanning
- 1955 : Les hommes épousent les brunes (Gentlemen Marry Brunettes) de Richard Sale : David Action
- 1955 : Courage Indien (en) (The Vanishing American) de Joe Kane : Blandy
- 1956 : L'Attaque du Fort Douglas (Mohawk) de Kurt Neumann : Jonathan Adams
- 1956 : Terror at Midnight (en) de Franklin Adreon : Neal Rickards
- 1956 : La Horde sauvage (The Maverick Queen) de Joseph Kane : Sundance
- 1957 : The Storm Rider (en) d'Edward Bernds : Bart Jones
- 1957 : La Ville de la vengeance (The Restless Breed) d'Allan Dwan : Mitch Baker
- 1958 : Ambush at Cimarron Pass de Jodie Copelan : Sgt. Matt Blake
- 1958 : Blood Arrow (en) de Charles Marquis Warren : Dan Kree
- 1959 : Les Feux de la bataille (en) (Battle Flame) de R. G. Springsteen : 1st Lt. Frank Davis
- 1963 : Operation Bikini (en) d'Anthony Carras : Captain Emmett Carey
- 1964 : La diligence partira à l'aube (Stage to Thunder Rock) de William F. Claxton : Sam Swope
- 1965 : L’Encombrant Monsieur John (John Goldfarb, Please Come Home) de J. Lee Thompson : Sakalakis (l'entraîneur du club Notre Dame)
- 1965 : Les Éperons noirs (Black Spurs) de R. G. Springsteen : Tanner
- 1966 : Destination Inner Space (en) de Francis D. Lyon : Commander Wayne
- 1966 : Castle of Evil (en) de Francis D. Lyon : Matt Granger
- 1967 : Fort Bastion ne répond plus (Red Tomahawk) de R. G. Springsteen : Ep Wyatt
- 1967 : Journey to the Center of Time (en) de David L. Hewitt (en) : Stanton
- 1967 : Fort Utah de Lesley Selander : Dajin
- 1968 : The Road Hustlers (en) de Larry Jackson : Earl Veasey
- 1968 : Les Rebelles de l'Arizona (Arizona Bushwhackers) de Lesley Selander : Tom Rile
- 1968 : They Ran for Their Lives de  John Payne : Joe Seely
- 1968 Le Virginien (TV) saison 7 épisode 09 (The storm gate) : Hudson
- 1969 : The Mighty Gorga (en) de David L. Hewitt (en) : Dan Morgan
- 1969 : Nightmare in Wax (en) de Bud Townsend : Det. Haskell
- 1969 : Les Sadiques de Satan (en) (Satan's Sadists) d'Al Adamson : Charlie
- 1969 : The Ice House (en) de Stuart E. McGowan : Lt. Scott
- 1969 : The Cycle Savages de Bill Brame : Vice Squad Detective
- 1969 : Les Naufrages de l'espace (Marooned) de John Sturges : Public Affairs Officer
- 1969 : D.A.: Murder One (TV) : Sidney A. Cherniss Jr.
- 1970 : Hell's Bloody Devils (en) d'Al Adamson : FBI Agent
- 1970 : Le rescapé de la vallée de la mort (en) (Five Bloody Graves) d'Al Adamson : Jim Wade
- 1971 : Cain's Cutthroats de Ken Osborne : Justice Cain
- 1971 : Femmes de médecins (Doctors' Wives) de George Schaefer : Sergent Malloy
- 1971 : Dollars ($) de Richard Brooks : Sarge
- 1971 : Le Virginien (TV) saison 9 épisode 16 (The animal) : Dolby
- 1972 : The Leo Chronicles
- 1972 : The Loners de Sutton Roley : Policeman Hearn
- 1973 : La Nuit de L'Alchimiste (The Night Strangler) (TV) : Captain Roscoe Schubert
- 1973 : Bonnie's Kids (en) d'Arthur Marks : Ben Seeman
- 1973 : Wicked, Wicked (en) de Richard L. Bare : Police Sgt. Ramsey
- 1974 : Roll, Freddy, Roll! (en) (TV) : Adm. Norton
- 1975 : The Kansas City Massacre (TV) : Police Commissioner Herbert Tucker McElwaine
- 1976 : Law and Order (TV) : Sgt. Brian O'Malley Sr.
- 1978 : Suspect d'office (When Every Day Was the Fourth of July) (TV) : Officer Michael Doyle
- 1978 : To Kill a Cop (TV)
- 1978 : Détroit (feuilleton TV) : Matt Zaleski
- 1978 : Suddenly, Love (TV) : Mr. Malloy
- 1979 : Women in White (TV) : Bartender
- 1979 : Le Syndrome chinois (The China Syndrome) de James Bridges : Herman De Young
- 1979 : The Last Ride of the Dalton Gang (TV) : Poker player
- 1980 : Power (TV) : Armstrong
- 1981 : American Dream (TV) : Mr. Becker
- 1981 : Strange Behavior (en) de Michael Laughlin : Shea
- 1983 : Le Souffle de la guerre (The Winds of War) (feuilleton TV) : Capt. Red Tully
- 1983 : Mystère et bas nylon (This Girl for Hire) (TV) : Mitch Dillon
- 1984 : Gremlins de Joe Dante : Shériff Frank